# Camptochaeta scanica
Camptochaeta scanica är en tvåvingeart som beskrevs av Heikki Hippa och Pekka Vilkamaa 1994. Camptochaeta scanica ingår i släktet Camptochaeta och familjen sorgmyggor.
Artens utbredningsområde är Sverige. Arten är reproducerande i Sverige. Inga underarter finns listade i Catalogue of Life.